# Cabinet fantôme (Parlement gallois)
Pour un article plus général, voir Cabinet fantôme à Westminster.

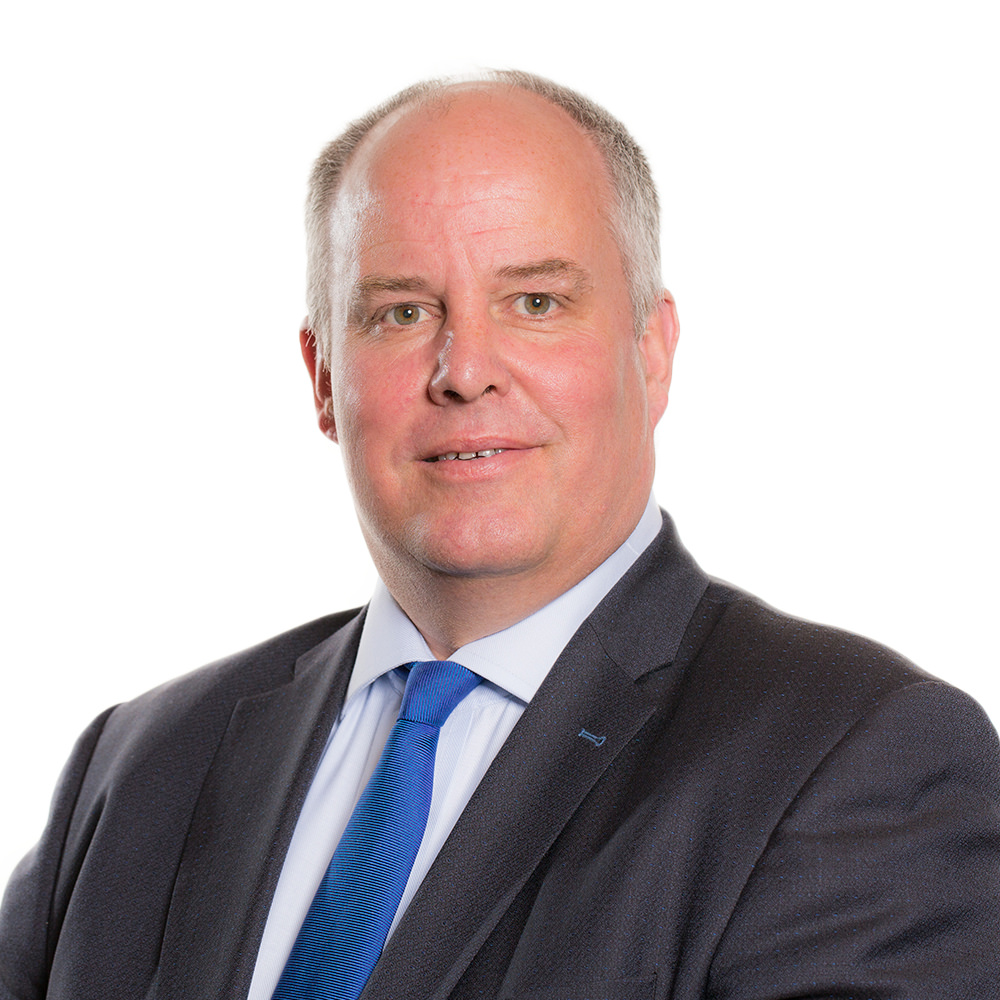
Andrew R. T. Davies, chef de l’opposition depuis le VIe Senedd.

Dans l’enceinte du Parlement gallois, un cabinet fantôme (Shadow Cabinet en anglais et Cabinet yr Wrthblaidd en gallois) est une équipe de membres du Senedd dirigée par le chef de l’opposition ayant la charge de contrôler l’action du gouvernement. Les membres du cabinet fantôme, qui sont les plus hauts représentants du principal groupe parlementaire d’opposition, doivent examiner le travail des ministres de cabinet et formuler des politiques alternatives dans chacun des portefeuilles correspondants.
Bien qu’un cabinet fantôme soit caractérisé comme un regroupement de membres du groupe d’opposition majoritaire ne participant pas au Gouvernement gallois, la définition est, dans la pratique, plus large si bien que les équipes de porte-parole de chefs d’une ou plusieurs oppositions peuvent s’auto-qualifier de cabinets fantômes. À la suite des élections générales du Senedd du 6 mai 2021, le cabinet fantôme en fonction est celui d’Andrew R. T. Davies, le chef des conservateurs, qui forme son quatrième cabinet le 27 mai.

## Définition

### Un concept inspiré du système de Westminster
Au Royaume-Uni, dans le cadre du système de Westminster issu de la tradition parlementaire de la Chambre des communes, le chef du principal groupe politique n’ayant pas un rôle exécutif est qualifié de « chef de l’opposition » (Leader of the Opposition en anglais). Définie et codifiée précisément, cette fonction permet à son titulaire de disposer non seulement de ressources supplémentaires, mais, également, d’avoir un rôle dans la fixation de l’ordre du jour parlementaire. Du fait du caractère officiel de sa qualité, le chef de l’opposition peut être consulté par le chef de gouvernement en exercice sur les questions sensibles nécessitant son approbation,. 
Un de ses rôles essentiels est la direction du « cabinet fantôme » (Shadow Cabinet en anglais). Cette structure est un collège de membres du Parlement qualifiés de « ministres » ou de « secrétaires d’État fantômes » (Shadow Ministers et Shadow Secretaries of State en anglais) et chargés d’un porte-parolat confié par le chef de l’opposition pour le compte de leur groupe politique dans un ou plusieurs portefeuilles d’action politique. Leur principale mission est le suivi d’un membre du cabinet du gouvernement dans tous ses agissements au sein du département ministériel, son questionnement ainsi que l’examen financier de son action. Ce « pseudo-gouvernement » a pour objectifs la mise en forme d’une politique stratégique de l’opposition, l’acquisition d’une expérience pour les ministres fantômes et la crédibilisation de l’opposition en tant que potentiel gouvernement en cas d’alternance,,.

### Dévolution du pouvoir et adaptation de la notion au pays de Galles
Le Government of Wales Act 1998 formule la dévolution d’une partie des pouvoirs du Parlement britannique vers le pays de Galles par le biais d’une institution singulière intitulée « assemblée nationale pour le pays de Galles » (National Assembly for Wales en anglais et Cynulliad Cenedlaethol Cymru en gallois), plus couramment surnommée « Assemblée galloise » (Welsh Assembly en anglais et Cynulliad Cymru en gallois). À l’origine, cette assemblée dispose de la dévolution la moins sophistiquée du royaume dans le sens où elle n’agit que dans la législation secondaire et ne peut légiférer de son propre droit. De plus, avant l’entrée en vigueur du Government of Wales Act 2006 en 2007, il n’existe pas réellement de structure gouvernementale distincte de l’Assemblée galloise, car, légalement, un comité exécutif issu de la chambre et composé de « secrétaires » joue le rôle du cabinet.
Originellement, à la mise en place de l’Assemblée galloise en 1999, le titre du chef de ce comité exécutif est celui de « premier secrétaire » (First Secretary en anglais et Prif Ysgrifennydd en gallois) tandis que les autres membres sont traités de « secrétaires de l’Assemblée » (Assembly Secretaries en anglais et Ysgrifenyddion y Cynulliad en gallois). Combinaisons de domaines politiques confiés aux différents secrétaires de l’Assemblée, les portefeuilles ministériels du comité exécutif délimitent le domaine de compétences de chaque « comité d’examen » (scrutiny committee en anglais) érigé pour le contrôle de l’action de l’exécutif. À l’imitation de la pratique observée en Écosse, les dignités des membres du comité exécutif sont transformées en celles de « premier ministre » (First Minister en anglais et Prif Weinidog en gallois) et de « ministres » (Ministers en anglais et Ggweinidogion en gallois) par Rhodri Morgan à la formation de son deuxième cabinet de l’Assemblée le 16 octobre 2000,,.
Par imitation de la pratique parlementaire des Communes, le chef du principal groupe d’opposition est officieusement qualifié de « premier secrétaire fantôme » (Shadow First Secretary en anglais) ou de « chef de l’opposition » à l’entrée en fonction de la Ire Assemblée galloise. Il est à la tête d’un « cabinet fantôme » composé de membres de son propre groupe politique titrés « secrétaires de l’Assemblée fantômes » (Assembly Shadow Secretaries en anglais) voire plus simplement de « porte-parole » (Spokespersons en anglais). À la suite des changements d’appellations des membres du comité exécutif en 2000, leur titre est adapté en « ministres fantômes » (Shadow Ministers en anglais),,.

## Usage
Dans l’enceinte de l’assemblée nationale pour le pays de Galles devenue le Parlement gallois en 2020, le chef de chaque groupe politique forme à l’ouverture de chaque cycle parlementaire — ou à défaut, lorsqu’il est élu chef par ses pairs au cours de la mandature — une équipe de porte-parole chargée d’examiner les actions des secrétaires puis des ministres, de les questionner à la chambre et de surveiller les dépenses et recettes de chaque département ministériel. Le chef de groupe, quant à lui, s’attache à contrôler les faits et gestes du premier secrétaire puis du premier ministre.
Théoriquement, le chef du groupe d’opposition principal prend le statut de chef de l’opposition et son équipe de porte-parole forme le cabinet fantôme. Cependant, du fait de l’absence de définition et de codification du concept dans le droit britannique et dans le règlement intérieur du Senedd, la notion de cabinet fantôme est généralement utilisée comme un synonyme d’équipe de porte-parole des chefs de groupe politique. Ainsi, pendant une législature, il est parfois d’usage que plusieurs chefs d’opposition intitulent simultanément leurs équipes respectives de cabinets fantômes.

## Liste de cabinets fantômes

### Cabinets fantômes des chefs de l’opposition
| Cycle d’assemblée ou législature | Chef de l’opposition | Chef de l’opposition | Chef de l’opposition | Chef de l’opposition                                 | Chef de l’opposition                                 | Cabinet fantôme     | Cabinet fantôme             | Cabinet fantôme                                     | Cabinet fantôme                                  |
| Cycle d’assemblée ou législature | Nom                  | Groupe               | Groupe               | Entrée en fonction                                   | Entrée en fonction                                   | Intitulé            | Date de nomination          | Aboutissement                                       | Aboutissement                                    |
| Cycle d’assemblée ou législature | Nom                  | Groupe               | Groupe               | Date de début                                        | Raison                                               | Intitulé            | Date de nomination          | Date de fin                                         | Raison                                           |
| -------------------------------- | -------------------- | -------------------- | -------------------- | ---------------------------------------------------- | ---------------------------------------------------- | ------------------- | --------------------------- | --------------------------------------------------- | ------------------------------------------------ |
| Ire                              | Dafydd Wigley        |                      | Plaid Cymru          | 12 mai 1999                                          | Séance inaugurale de la mandature                    | Wigley              | Inconnue                    | 31 mai 2000                                         | Démission du chef de l’opposition                |
| Ire                              | Ieuan Wyn Jones      | 4 août 2000          | Plaid Cymru          | Élection interne                                     | Jones (1)                                            | 9 août 2000         | 30 avril 2003               | Clôture du cycle parlementaire                      |                                                  |
| IIe                              | Ieuan Wyn Jones      | 8 mai 2003           | Plaid Cymru          | Séance inaugurale de la mandature                    | Jones (intérimaire)                                  | 13 mai 2003         | 15 septembre 2003           | Fin de la période de démission                      |                                                  |
| IIe                              | Ieuan Wyn Jones      | 15 septembre 2003    | Plaid Cymru          | Élection interne                                     | Jones (2)                                            | 5 novembre 2003     | 2 mai 2007                  | Clôture du cycle parlementaire                      |                                                  |
| IIIe                             | Ieuan Wyn Jones      | 4 mai 2007           | Plaid Cymru          | Ouverture du cycle parlementaire                     | Jones (3)                                            | Inconnue            | 11 juillet 2007             | Entrée du chef de l’opposition dans le gouvernement |                                                  |
| IIIe                             | Nick Bourne          |                      | Conservateurs        | 11 juillet 2007                                      | Obtention du statut de principal groupe d’opposition | Bourne              | 5 juin 2007 (porte-parole)  | 31 mars 2011                                        | Clôture du cycle parlementaire                   |
| IVe                              | Paul Davies          | 11 mai 2011          | Conservateurs        | Séance inaugurale de la législature                  | P. Davies (intérimaire)                              | 17 mai 2011         | 14 juillet 2011             | Fin de l’exercice du mandat intérimaire             |                                                  |
| IVe                              | Andrew Davies        | 14 juillet 2011      | Conservateurs        | Élection interne                                     | A. R. T. Davies (1)                                  | 19 juillet 2011     | 5 avril 2016                | Clôture du cycle parlementaire                      |                                                  |
| Ve                               | Leanne Wood          |                      | Plaid Cymru          | 11 mai 2016                                          | Séance inaugurale de la législature                  | Wood                | 25 mai 2016                 | 14 octobre 2016                                     | Perte du statut de principal groupe d’opposition |
| Ve                               | Andrew Davies        |                      | Conservateurs        | 6 avril 2017                                         | Obtention du statut de principal groupe d’opposition | A. R. T. Davies (2) | 11 juin 2016 (porte-parole) | 27 juin 2018                                        | Démission du chef de l’opposition                |
| Ve                               | Paul Davies          | 8 septembre 2018     | Conservateurs        | Élection interne                                     | P. Davies                                            | 18 septembre 2018   | 2 janvier 2020              | Perte du statut de principal groupe d’opposition    |                                                  |
| Ve                               | Paul Davies          | 13 février 2020      | Conservateurs        | Obtention du statut de principal groupe d’opposition | P. Davies                                            | 18 septembre 2018   | 16 juin 2020                | Perte du statut de principal groupe d’opposition    |                                                  |
| Ve                               | Paul Davies          | 6 juillet 2020       | Conservateurs        | Obtention du statut de principal groupe d’opposition | P. Davies                                            | 18 septembre 2018   | 23 janvier 2021             | Démission du chef de l’opposition                   |                                                  |
| Ve                               | Andrew Davies        | 24 janvier 2021      | Conservateurs        | Élection interne                                     | A. R. T. Davies (3)                                  | 24 janvier 2021     | 28 mars 2021                | Perte du statut de principal groupe d’opposition    |                                                  |
| VIe                              | Andrew Davies        | 12 mai 2021          | Conservateurs        | Séance inaugurale de la législature                  | A. R. T. Davies (4)                                  | 27 mai 2021         |                             |                                                     |                                                  |

### Équipes de porte-parole des chefs de groupe d’opposition
| Cycle d’assemblée ou législature | Structure exécutive en exercice | Structure exécutive en exercice | Structure exécutive en exercice     | Conservateurs  | Conservateurs                                   | Démocrates libéraux            | Démocrates libéraux            | Plaid Cymru              | Plaid Cymru                    |
| -------------------------------- | ------------------------------- | ------------------------------- | ----------------------------------- | -------------- | ----------------------------------------------- | ------------------------------ | ------------------------------ | ------------------------ | ------------------------------ |
| Cycle d’assemblée ou législature | Structure exécutive en exercice | Structure exécutive en exercice | Structure exécutive en exercice     |                |                                                 |                                |                                |                          |                                |
| Cycle d’assemblée ou législature | Nom                             | Type                            | Groupe politique formant l’exécutif | Chef de groupe | Date de nomination de l’équipe                  | Chef de groupe                 | Date de nomination de l’équipe | Chef de groupe           | Date de nomination de l’équipe |
| Ire                              | Cabinet Michael                 | Minoritaire                     | Travailliste                        | Rod Richards   | Inconnue                                        | Mike German                    | Inconnue                       | Dafydd Wigley            | Inconnue                       |
| Ire                              | Cabinet Michael                 | Minoritaire                     | Travailliste                        | Nick Bourne    | 24 août 1999                                    | Mike German                    | Inconnue                       | Dafydd Wigley            | Inconnue                       |
| Ire                              | Cabinet Morgan I                | Minoritaire                     | Travailliste                        | Nick Bourne    | 24 août 1999                                    | Mike German                    | Inconnue                       | Dafydd Wigley            | Inconnue                       |
| Ire                              | Ieuan Wyn Jones                 | Minoritaire                     | Travailliste                        | Nick Bourne    | 24 août 1999                                    | Mike German                    | Inconnue                       | 9 août 2000              |                                |
| Ire                              | Ieuan Wyn Jones                 | Cabinet Morgan II               | Majoritaire (coalition)             | Nick Bourne    | 24 août 1999                                    | Travailliste Démocrate libéral | Participation au cabinet       | Participation au cabinet |                                |
| IIe                              | Ieuan Wyn Jones                 | Cabinet Morgan III              | Minoritaire                         | Nick Bourne    | Travailliste                                    | 13 mai 2003                    | Mike German                    | Inconnue 20 mai 2005     | 13 mai 2003 5 novembre 2003    |
| IIIe                             | Ieuan Wyn Jones                 | Gouvernement Morgan I           | Minoritaire                         | Nick Bourne    | Travailliste                                    | 5 juin 2007                    | Mike German                    | Inconnue                 | Inconnue                       |
| IIIe                             | Gouvernement Morgan II          | Majoritaire (coalition)         | Travailliste Plaid                  | Nick Bourne    | Participation au gouvernement                   | Participation au gouvernement  | Mike German                    | Inconnue                 |                                |
| IIIe                             | Gouvernement Morgan II          | Majoritaire (coalition)         | Travailliste Plaid                  | Nick Bourne    | Participation au gouvernement                   | Participation au gouvernement  | Kirsty Williams                | 11 décembre 2008         |                                |
| IIIe                             | Gouvernement Jones I            | Majoritaire (coalition)         | Travailliste Plaid                  | Nick Bourne    | Participation au gouvernement                   | Participation au gouvernement  | Kirsty Williams                | 11 décembre 2008         |                                |
| IVe                              | Gouvernement Jones II           | Minoritaire                     | Travailliste                        | Paul Davies    | 17 mai 2011                                     | Inconnue                       | Kirsty Williams                | Ieuan Wyn Jones          | Inconnue                       |
| IVe                              | Gouvernement Jones II           | Minoritaire                     | Travailliste                        | Andrew Davies  | 19 juillet 2011 12 février 2014 16 juillet 2014 | Inconnue                       | Kirsty Williams                | Ieuan Wyn Jones          | Inconnue                       |
| IVe                              | Gouvernement Jones II           | Minoritaire                     | Travailliste                        | Andrew Davies  | 19 juillet 2011 12 février 2014 16 juillet 2014 | Inconnue                       | Kirsty Williams                | Leanne Wood              | 21 mars 2012 14 janvier 2014   |
| Ve                               | Gouvernement Jones III          | Minoritaire puis majoritaire    | Travailliste Non-inscrits           | Andrew Davies  | 11 juin 2016                                    | Dissolution du groupe          | Dissolution du groupe          | Leanne Wood              | 25 mai 2016                    |
| Ve                               | Gouvernement Jones III          | Minoritaire puis majoritaire    | Travailliste Non-inscrits           | Paul Davies    | 18 septembre 2018 17 juillet 2020               | Dissolution du groupe          | Dissolution du groupe          | Leanne Wood              | 25 mai 2016                    |
| Ve                               | Gouvernement Jones III          | Minoritaire puis majoritaire    | Travailliste Non-inscrits           | Paul Davies    | 18 septembre 2018 17 juillet 2020               | Dissolution du groupe          | Dissolution du groupe          | Adam Price               | 19 octobre 2018                |
| Ve                               | Gouvernement Drakeford I        | Majoritaire                     | Travailliste Non-inscrits           | Paul Davies    | 18 septembre 2018 17 juillet 2020               | Dissolution du groupe          | Dissolution du groupe          | Adam Price               | 19 octobre 2018                |
| Ve                               | Gouvernement Drakeford I        | Majoritaire                     | Travailliste Non-inscrits           | Andrew Davies  | 24 janvier 2021                                 | Dissolution du groupe          | Dissolution du groupe          | Adam Price               | 19 octobre 2018                |
| VIe                              | Gouvernement Drakeford II       | Minoritaire                     | Travailliste                        | Andrew Davies  | 27 mai 2021                                     | Dissolution du groupe          | Dissolution du groupe          | Adam Price               | 21 mai 2021                    |
| VIe                              | Gouvernement Drakeford II       | Minoritaire                     | Travailliste                        | Andrew Davies  | 27 mai 2021                                     | Dissolution du groupe          | Dissolution du groupe          | Rhun ap Iorwerth         | 27 juin 2023                   |